# 氏家清

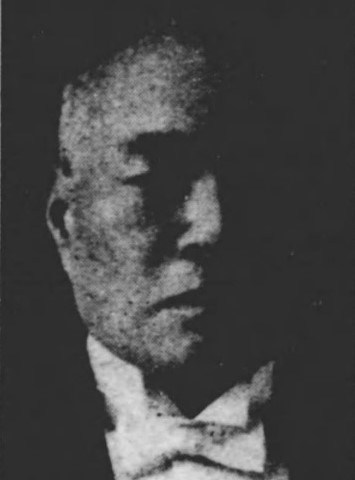
氏家清

氏家 清（うじいえ きよし、1866年11月8日（慶応2年10月2日）- 1937年（昭和12年）10月11日）は、明治から昭和時代前期の政治家。衆議院議員（2期）。

## 経歴
陸奥国標葉郡津島村（福島県双葉郡津島村を経て現浪江町）に生まれる。福島産馬会社三春支社理事を経て、台湾総督府民政局事務嘱託となる。日露戦争後に福島県会議員に当選し、2期務めた。ほか、福島県参事会員、地方森林会議員、福島県山林協会理事、福島宮城岩手三県連合凶作救済会常務委員などを歴任した。
1930年（昭和5年）2月の第17回衆議院議員総選挙では福島県第3区から立憲民政党所属で出馬し当選。つづく第18回総選挙では落選し、移川水力電気、福島民友新聞各社長を務める。その後、1936年（昭和11年）2月の第19回衆議院議員総選挙で再当選を果たした。在任中に東北六県県会役員連合会を創設し東北振興についての研究に尽力した。